# Mijaíl Mijaílovich Shcherbátov
El kniaz Mijaíl Mijaílovich Shcherbátov (en ruso: Михаи́л Миха́йлович Щерба́тов; Moscú, 2 de agosto de 1733 - San Petersburgo, 23 de diciembre de 1790) fue un político de la Ilustración rusa que destacó como historiador, publicista y filósofo. Fue Senador y Consejero Privado Activo del Imperio ruso desde 1786.

## Biografía
Hijo del general de división, kniaz Mijaíl Yúrievich, de su matrimonio con la kniaguina Irina Semiónova Sontzov-Zasenki, los ancestros de Shcherbátov se remontaban a la dinastía Rúrikovich. Shcherbátov recibió una profunda y diversa educación en el hogar. En su primera infancia fue inscrito en el regimiento Semiónovski de la Guardia y en 1756 fue ascendido a práporshchik. Se retiró del servicio en 1762 tras la publicación del Manifiesto sobre la libertad de la nobleza (Манифест о вольности дворянства) de Pedro III de Rusia con el rango de capitán de la Guardia.
Era francmasón, miembro, en la segunda mitad de la década de 1750 de la logia masónica de San Petersburgo. En 1760 ya era miembro del Capítulo de la capital imperial. En 1767 se incorporó a la función pública, trabajando en la Comisión de Redacción de la nueva Unión. Era el líder de la oposición al gobierno de Catalina II. Ese mismo año fue nombrado Historiógrafo de Palacio. En 1771 fue nombrado maestro de heráldica, trabajando en esos años con los documentos de Pedro el Grande.
En 1773 fue nombrado chambelán. En 1778 pasó a ser presidente del Colegio de Ingresos Estatales y miembro del Consejo Privado e invitado a una misión a las bodegas de vino del país. En 1779 fue nombrado senador y desde 1786 Consejero Privado Activo. El 4 de septiembre de ese año sería retirado del servicio en Moscú para su recuperación y reasignado en 1790. Murió el 23 de diciembre de ese año en San Petersburgo y sería enterrado en el pueblo Mijaílovskoye, del actual óblast de Yaroslavl.

### Familia
Mijaíl Mijaílovich contrajo matrimonio con una pariente lejana, la kniaguina Natalia Ivánovna Shcherbátov (1729-1798), hija del diplomático Iván Shcherbátov y sobrina de la condesa Marfa, esposa del vicecanciller Osterman. Nació y se crio en Inglaterra y llegó a Rusia a los 18 años. Recibió como dote la rica aldea de Sídorovskoye en  el actual óblast de Kostromá.
El matrimonio tuvo dos hijos, Iván y Dmitri (casado con Aleksandra, hija del general en jefe Fiódor Glébov, y cuatro hijas, Irina (esposa del historiador Matvéi Spirídov), Praskovia (esposa del general Fiódor Shcherbátov), Anna y Natalia (madre de Piotr Chaadáyev).
El diplomático francés Corberon, tras conocer a Shcherbátov en 1776, escribió en su diario:

El príncipe, hombre del gabinete, es un literato que escribe sobre la historia de Rusia. Es muy educado, y es probable que sea muy interesante hablar con el filósofo. Tanto él como su esposa tienen mala salud, su esposa apenas se recuperó de una serie de partos. Eso no hace que su casa sea divertida, pero con ellos vive una hija casada, la señora Spirídova, que alegra a la familia con su presencia.

## Reconocimientos
- Miembro Honorario de la Academia de Ciencias de San Petersburgo (1776).
- Miembro de la Academia Rusa (1783).

## Publicaciones de obras
- Сочинения кн. М. М. Щербатова. Т. 1-2. San Petersburgo: izd. kn. V. S. Shcherbátova, 1896, 1898 Tomo primero Tomo segundo.
- История Российская от древнейших времен. Т. 1-7. San Petersburgo: izd. kn. V. S. Shcherbátova, 1901—1904.
- История Российская от древнейших времен. Т. 1-7. San Petersburgo: Academia Imperial de Ciencias, 1770—1791.
- Краткая повесть о бывших в России самозванцах. — San Petersburgo: 1793.
- Неизданные сочинения. Moscú: Sotsekgiz, 1935.
- M. M. Shcherbátov. Письмо к вельможам правителям государства, соч. сенатора кн. М. М. Щербатова Archivado el 28 de septiembre de 2018 en Wayback Machine. en Rúskaya stariná. — 1872.